# Alec R. Costandinos
Alec Rupen Costandinos, nato Alexandre Garbis Sarkis Kouyoumdjian (Il Cairo, 20 marzo 1944), è un compositore, musicista e produttore discografico francese.
Considerato uno dei maggiori produttori della disco music, Costandinos fu principalmente attivo tra il 1977 e il 1979. Inaugurò diversi progetti, il più importante dei quali furono i Love & Kisses.

## Biografia
Nato in Egitto, Costandinos iniziò la sua carriera durante la seconda metà degli anni settanta. Collaborò con Cerrone all'album Love In C Minor nel 1977. Dopo essere stato scritturato dalla Casablanca, pubblicò, usando l'alias Sphinx, l'album Judas (1977), ispirato al tradimento di Giuda e arrangiato dal francese Don Ray. Seguirono altri concept album, tra i quali l'apprezzato Romeo & Juliet (1977), primo LP firmato a suo nome. Produsse anche l'album di Tina Turner Love Explosion (1979).
Nel frattempo, Costandinos fondò i Love & Kisses, una formazione vocale della quale lui stesso faceva a volte parte e che incise tre album caratterizzati da copertine esplicite. Oltre a licenziare i due singoli del 1977 I Found Love (Now That I Found You) e Accidental Lover, entrati rispettivamente al primo e al quinto posto della classifica disco statunitense, i Love & Kisses scrissero i due brani Thank God It's Friday e You're the Most Precious Thing in My Life, adottati nella colonna sonora del film del 1978 Grazie a Dio è venerdì. Sempre operando nel cinema, Costandinos compose le musiche di Trocadero Bleu Citron (1978) e Winds of Change (1979).

## Discografia parziale

### Da solista

#### Album in studio
- 1977 – Judas (come Sphinx)
- 1977 – Golden Tears (come Sumeria)
- 1978 – Romeo & Juliet
- 1978 – Hunchback of Notre Dame
- 1979 – The Synchophonic Orchestra Featuring Alirol and Jacquet (con The Synchophonic Orchestra)
- 1981 – Americana

### Nei gruppi

#### Nei Love & Kisses

##### Album in studio
- 1977 – Love and Kisses
- 1978 – How Much, How Much I Love You
- 1979 – You Must Be Love

#### Nei Paris Connection

##### Album in studio
- 1978 – Paris Connection

#### Nei John And Arthur Simms

##### Album in studio
- 1980 – John And Arthur Simms

#### Nei Le Group

##### Album in studio
- 1981 – Le Group

## Colonne sonore
- Trocadero Bleu Citron, 1978
- Winds of Change, 1979